# Swainsona swainsonioides
Swainsona swainsonioides är en ärtväxtart som först beskrevs av George Bentham, och fick sitt nu gällande namn av John McConnell Black. Swainsona swainsonioides ingår i släktet Swainsona och familjen ärtväxter. Inga underarter finns listade i Catalogue of Life.